# Дометије Персијски
Преподобномученик Дометије или Доментије Персијски је ранохришћански светитељ из 4. века. 
Свети Доментије се родиo у у Персији као незнабожац, у време цара Константина Великог (305—337 г.). Као млад настанио се у граду Нисивији. Тамо је ступио у манастир, крстио се и замонашио. Убрзо одлази у манастир светих мученика Сергија и Евнуха, у граду Теодосиопољу.
Архимандрит и игуман Уврел поставио га је за ђакона, али принудо  му чин свештеника, Доментије је побегао у пусту гору, и тамо живео испоснички. Затим се настанио у једној пештери, где је чинио многа чуда и приводивши хришћанству
Цар Јулијан Одступник (361—363 г.), је чувши  о светом Дометију, наредио слугама да га нађу и да га камењем затрпају. Послани за извршење злочина нашли су Дометија са два ученика где у девет сати врши одговарајуће богослужење, напали су их и побили их камењем. Њихово мученичко страдање десило се 363. године.
Православна црква прославља преподобног Дометија 20.(8.) августа.